# 1911 у кіно

## Події
27 жовтня: компанія Девіда Хорслі Nestor Motion Picture Company відкриває першу кіностудію в Голлівуді.

## Фільми
- Пригоди барона де Мюнхаузена
- Оборона Севастополя

## Персоналії

### Народилися
- 5 січня — Жан-П'єр Омон, французький актор (пом. 2001).
- 6 січня:
  - Миронова Марія Володимирівна, російська радянська акторка театру, кіно, естради (пом. 1997).
  - Крючков Микола Опанасович, радянський актор театру і кіно (пом. 1994).
- 30 січня — Чекмарьов Віктор Костянтинович, радянський російський актор (пом. 1987).
- 6 лютого — Рональд Рейган, американський актор і 40-й Президент США (пом. 2004).
- 18 лютого — Мерль Оберон, британська акторка (пом. 1979).
- 3 березня — Джин Гарлоу, американська кіноакторка (пом. 1937).
- 17 березня — Юченков Гліб Іванович, російський актор. Народний артист України (1960) (пом. 1993).
- 18 березня — Дмитерко Любомир Дмитрович, український письменник, поет, прозаїк, драматург, публіцист, сценарист, перекладач (пом. 1985).
- 19 березня — Сімона Ренан, французька акторка театру, кіно і телебачення (пом. 2004).
- 25 березня — Гошева Ірина Прокопівна, радянська акторка театру і кіно (пом. 1988).
- 26 березня — Юцевич Йосип Федорович, український художник театру і кіно (пом. 1974).
- 27 березня — Спєшнєв Олексій Володимирович, радянський і російський кінодраматург, кінорежисер (пом. 1994).
- 4 квітня — Скворцова Марія Савеліївна, радянська і російська акторка театру та кіно (пом. 2000).
- 17 квітня — Джордж Сітон, американський кінорежисер, сценарист, продюсер (пом. 1979).
- 19 квітня — Федосова Надія Капітонівна, радянська акторка (пом. 2000).
- 29 квітня — Таубе Микола Іванович, російський сценарист (пом. 1982).
- 5 травня — Жиль Гранж'є, французький кінорежисер та сценарист (пом. 1996).
- 7 травня — Ісіро Хонда, японський кінорежисер, сценарист, продюсер (пом. 1993).
- 11 травня — Філ Сільверс, американський актор театру, кіно і телебачення, комік, диктор радіо і актор озвучування (пом. 1993).
- 17 травня:
  - Морін О'Салліван, перша ірландська акторка, що стала американською зіркою (пом. 1998).
  - Пілявська Софія Станіславівна, радянська та російська акторка театру і кіно польського походження (пом. 2000).
- 27 травня — Вінсент Прайс, американський актор (пом. 1993).
- 9 червня — Вескляров Петро Юхимович, український актор і телеведучий (пом. 1994).
- 20 червня — Ємельянов Володимир Миколайович, радянський російський актор театру і кіно (пом. 1975).
- 29 червня — Бернард Геррман, американський кінокомпозитор (пом. 1975).
- 16 липня — Джинджер Роджерс, американська кіноакторка, танцюристка і співачка (пом. 1995).
- 5 серпня — Роберт Тейлор, американський актор кіно і телебачення (пом. 1969).
- 6 серпня — Люсіль Болл, американська комедійна теле- та кіноакторка, співачка, модель, комікеса, телепродюсерка (пом. 1989).
- 12 серпня — Кантінфлас, мексиканський комічний актор, сценарист і продюсер (пом. 1993).
- 16 серпня — Коган Костянтин Єфремович, радянський, український звукорежисер.
- 24 серпня — Ключарьов Ігор Володимирович, радянський і український звукооператор, диригент, композитор, музичний редактор (пом. 1996).
- 10 вересня — Рене Сімоно, французька акторка (пом. 2021).
- 8 жовтня — Бернес Марк Наумович, радянський кіноактор і співак-шансоньє єврейського походження (пом. 1969).
- 24 жовтня — Райкін Аркадій Ісаакович, радянський режисер, сценарист, актор, комік (пом. 1987).
- 25 жовтня — Рєзник Яків Аврамович, український кінооператор комбінованих зйомок (пом. 1970).
- 1 листопада — Столяров Сергій Дмитрович, російський актор (пом. 1969).
- 17 листопада — Лобова Тамара Григорівна, радянська російська кінооператорка (пом. 2007).
- 3 грудня — Ніно Рота, італійський композитор, автор музики до фільмів (пом. 1994).
- 7 грудня — Вікландт Ольга Артурівна, радянська акторка театру і кіно (пом. 1995).
- 8 грудня — Лі Джей Кобб, американський актор театру, кіно і телебачення пом. 1976).
- 9 грудня — Бродерік Кроуфорд, американський актор театру, кіно, радіо та телебачення (пом. 1986).
- 11 грудня — Ліпшиць Григорій Йосифович, український кінорежисер (пом. 1979).
- 18 грудня — Жуль Дассен, кінорежисер і актор (пом. 2008).
- 19 грудня — Мокроусов Микола Тихонович, радянський український організатор кіновиробництва (пом. 1992).

### Дебюти
- Лайонел Беррімор — The Battle
- Пол Келлі — Jimmie's Job
- Анна Нільссон — Molly Pitcher
- Аніта Стюарт — A Tale of Two Cities
- Лоїс Вебер